# João Lourenço Rebelo

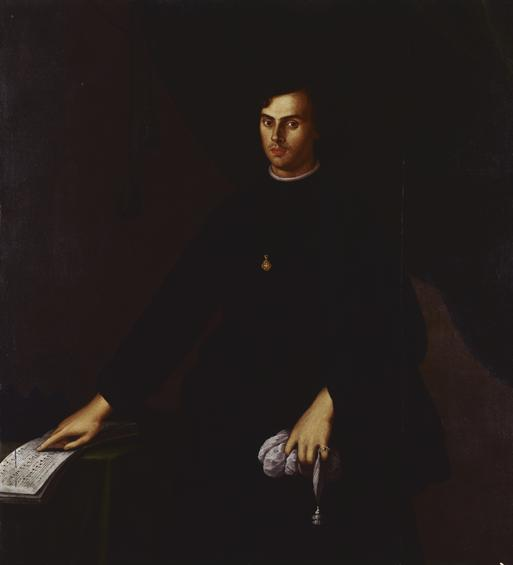
Joao Soãres Rebelo, Porträt von José de Avelar Rebelo (c. 1600–1657)

João Lourenço Rebelo (* 1610 in Caminha; † 16. November 1661 in Apelação bei Loures) war ein portugiesischer Hofkomponist bei König João IV.

## Leben
Rebelo trat im Jahr 1624 im Alter von vierzehn Jahren in den Dienst Theodosius II., Herzog von Braganza und wurde dann Musiklehrer seines Sohnes João, dem 8. Herzog von Braganza. Rebelo wurde darauf Meister der herzoglichen Kapelle in Vila Viçosa. Derselbe Herzog wurde später König João IV. von Portugal, der großes Interesse an Musik hatte und selbst komponierte. Rebelo leitete das königliche Musikorchester.
Im Jahre 1646 wurde Rebelo in den Adel erhoben und erhielt den Titel «Fidalgo-Cavaleiro der Casa Real». João IV ehrte Rebelo auch dadurch, indem er seine Musik veröffentlichen ließ (Psalmi tum vesperarum tum completarum, item Magnificat, Lamentaciones, para efectivos entre 4 e 14 vozes). Rebelo starb am 16. November 1661 in Apelação (Loures).

## Werke
Rebelo schrieb hauptsächlich geistliche Musik. Sein Stil ist mehrheitlich der Polyphonie der Spätrenaissance verbunden. Er schrieb Messen zu 4, 5 und 6 Stimmen und andere Chorwerke zu 10, 12, 13, 14, 16, 17 und 20 Stimmen. Seine Vokalwerke fallen durch Harmonik und Vielstimmigkeit auf. Seine bekanntesten Werke sind Lauda Jerusalem à 16, ein Magnificat à 13 und die Lamentationes Jeremiae. Vermutlich nicht wenige seiner Werke gingen im Erdbeben von Lissabon am 1. November 1755  verloren.

## Diskografie
- Lamentationes und Vesper-Psalmen (Label Vivarte – 1993)
- Sacred Choral Music 17th Century,  (Label Collins Classic – 1996)
- Golden Age of Portuguese Music,  (Label Coro – 2004)
- Masterpieces Of Portuguese Polyphony Vol. 2, (Label Hyperion – 1992)

## Quelle
1. ↑  Manuel Carlos De Brito: Rebelo, João Lourenço. In: Grove Music Online (englisch; Abonnement erforderlich).

| Personendaten    | Personendaten                                                            |
| ---------------- | ------------------------------------------------------------------------ |
| NAME             | Rebelo, João Lourenço                                                    |
| ALTERNATIVNAMEN  | Rebelo, Joao Lourenço                                                    |
| KURZBESCHREIBUNG | portugiesischer Komponist, Hofkomponist des Königs João IV. von Portugal |
| GEBURTSDATUM     | 1610                                                                     |
| GEBURTSORT       | Caminha                                                                  |
| STERBEDATUM      | 16. November 1661                                                        |
| STERBEORT        | Apelação bei Loures                                                      |